# Liste des cantons du Rhône

Les 13 cantons du Rhône (en vigueur à compter de mars 2015) avec la limite entre les arrondissements à compter de février 2017.

Le département du Rhône comprend 13 cantons.
Avant le 1er janvier 2015, le département comptait 54 cantons mais les 31 cantons situés sur le territoire de la métropole de Lyon ont été supprimés par la création de cette dernière collectivité. À l'issue des élections départementales de 2015, le nombre de cantons passe à 13 en vertu du redécoupage de 2014.

## Découpage de 2014
Dans la poursuite de la réforme territoriale engagée en 2010, l'Assemblée nationale adopte définitivement le 17 avril 2013 la réforme du mode de scrutin pour les élections départementales destinée à garantir la parité femmes-hommes. Les lois (loi organique 2013-402 et loi 2013-403) sont promulguées le 17 mai 2013. Un nouveau découpage territorial est défini par décret du 27 février 2014 pour le département du Rhône. Celui-ci entre en vigueur lors du premier renouvellement général des assemblées départementales suivant la publication du décret, soit en mars 2015. Les conseillers départementaux sont élus au scrutin majoritaire binominal mixte. Les électeurs de chaque canton éliront au conseil départemental, nouvelle appellation des conseils généraux, deux membres de sexe différent, qui se présenteront en binôme de candidats. Les conseillers départementaux seront élus pour 6 ans au scrutin binominal majoritaire à deux tours, l'accès au second tour nécessitant 10 % des inscrits au 1er tour. En outre la totalité des conseillers départementaux est renouvelée.
Ce nouveau mode de scrutin nécessite un redécoupage des cantons dont le nombre est divisé par deux avec arrondi à l'unité impaire supérieure si ce nombre n'est pas entier impair et avec des conditions de seuils minimaux. Les critères du remodelage cantonal sont les suivants : le territoire de chaque canton doit être défini sur des bases essentiellement démographiques, le territoire de chaque canton doit être continu et les communes de moins de 3 500 habitants sont entièrement comprises dans le même canton. Il n’est fait référence, ni aux limites des arrondissements, ni à celles des circonscriptions législatives.
Ce nouveau découpage tient également compte de la loi no 2014-58 du 27 janvier 2014 de modernisation de l'action publique territoriale et d'affirmation des métropoles, notamment ses articles 26, 36 et 39, qui créent une collectivité à statut particulier, au sens de l’article 72 de la Constitution, dénommée métropole de Lyon. Les anciens cantons situés sur ce territoire disparaissent de fait et dans le Rhône le nombre de cantons passe ainsi à 13.
Conformément à de multiples décisions du Conseil constitutionnel depuis 1985 et notamment sa décision no 2010-618 DC du 9 décembre 2010, il est admis que le principe d’égalité des électeurs au regard des critères démographiques est respecté lorsque le ratio conseiller/habitant de la circonscription est compris dans une fourchette de 20 % de part et d'autre du ratio moyen conseiller/habitant du département.

### Liste des cantons
| N° | Nom du Canton            | Bureau centralisateur    | Nombre de communes entières | Communes composant le canton |
| -- | ------------------------ | ------------------------ | --------------------------- | --- |
| 1  | Anse                     | Anse                     | 15                          | Ambérieux, Anse, Chasselay, Chazay-d'Azergues, Les Chères, Civrieux-d'Azergues, Dommartin, Lachassagne, Lentilly, Lozanne, Lucenay, Marcilly-d'Azergues, Marcy, Morancé, Pommiers. |
| 2  | L'Arbresle               | L'Arbresle               | 26                          | L'Arbresle, Bessenay, Bibost, Brullioles, Brussieu, Chambost-Longessaigne, Chevinay, Courzieu, Éveux, Fleurieux-sur-l'Arbresle, Les Halles, Haute-Rivoire, Longessaigne, Montromant, Montrottier, Sain-Bel, Saint-Clément-les-Places, Saint-Genis-l'Argentière, Saint-Julien-sur-Bibost, Saint-Laurent-de-Chamousset, Saint-Pierre-la-Palud, Sainte-Foy-l'Argentière, Savigny, Sourcieux-les-Mines, Souzy, Villechenève. |
| 3  | Belleville-en-Beaujolais | Belleville-en-Beaujolais | 27                          | Les Ardillats, Beaujeu, Belleville, Cenves, Cercié, Charentay, Chénas, Chiroubles, Corcelles-en-Beaujolais, Dracé, Émeringes, Fleurie, Juliénas, Jullié, Lancié, Lantignié, Marchampt, Odenas, Quincié-en-Beaujolais, Régnié-Durette, Saint-Didier-sur-Beaujeu, Saint-Étienne-la-Varenne, Saint-Lager, Taponas, Vauxrenard, Vernay, Villié-Morgon.                                                                       |
| 4  | Val-d'Oingt              | Val d'Oingt              | 23                          | Alix, Bagnols, Belmont-d'Azergues, Le Breuil, Bully, Chamelet, Charnay, Châtillon, Chessy, Cogny, Frontenas, Légny, Létra, Porte des Pierres Dorées, Moiré, Saint-Germain-Nuelles, Saint-Jean-des-Vignes, Saint-Vérand, Sainte-Paule, Ternand, Theizé, Val d'Oingt, Ville-sur-Jarnioux. |
| 5  | Brignais                 | Brignais                 | 6                           | Brignais, Brindas, Chaponost, Grézieu-la-Varenne, Messimy, Vourles. |
| 6  | Genas                    | Genas                    | 8                           | Colombier-Saugnieu, Genas, Jons, Pusignan, Saint-Bonnet-de-Mure, Saint-Laurent-de-Mure, Saint-Pierre-de-Chandieu, Toussieu. |
| 7  | Gleizé                   | Gleizé                   | 15                          | Arnas, Blacé, Denicé, Gleizé, Lacenas, Limas, Montmelas-Saint-Sorlin, Le Perréon, Rivolet, Saint-Cyr-le-Chatoux, Saint-Étienne-des-Oullières, Saint-Georges-de-Reneins, Saint-Julien, Salles-Arbuissonnas-en-Beaujolais, Vaux-en-Beaujolais. |
| 8  | Mornant                  | Mornant                  | 19                          | Ampuis, Beauvallon, Chaussan, Condrieu, Échalas, Les Haies, Loire-sur-Rhône, Longes, Mornant, Riverie, Saint-Cyr-sur-le-Rhône, Saint-Laurent-d'Agny, Saint-Romain-en-Gal, Saint-Romain-en-Gier, Chabanière, Sainte-Colombe, Soucieu-en-Jarrest, Trèves, Tupin-et-Semons. |
| 9  | Saint-Symphorien-d'Ozon  | Saint-Symphorien-d'Ozon  | 11                          | Chaponnay, Communay, Marennes, Millery, Montagny, Orliénas, Saint-Symphorien-d'Ozon, Sérézin-du-Rhône, Simandres, Taluyers, Ternay. |
| 10 | Tarare                   | Tarare                   | 18                          | Affoux, Ancy, Chambost-Allières, Dième, Grandris, Joux, Lamure-sur-Azergues, Saint-Appolinaire, Saint-Clément-sur-Valsonne, Saint-Forgeux, Saint-Just-d'Avray, Saint-Marcel-l'Éclairé, Saint-Romain-de-Popey, Sarcey, Les Sauvages, Tarare, Valsonne, Vindry-sur-Turdine. |
| 11 | Thizy-les-Bourgs         | Thizy-les-Bourgs         | 21                          | Aigueperse, Amplepuis, Azolette, Chénelette, Claveisolles, Cours, Cublize, Deux-Grosnes, Meaux-la-Montagne, Poule-les-Écharmeaux, Propières, Ranchal, Ronno, Saint-Bonnet-des-Bruyères, Saint-Bonnet-le-Troncy, Saint-Clément-de-Vers, Saint-Igny-de-Vers, Saint-Jean-la-Bussière, Saint-Nizier-d'Azergues, Saint-Vincent-de-Reins, Thizy-les-Bourgs.                                                                    |
| 12 | Vaugneray                | Vaugneray                | 18                          | Aveize, La Chapelle-sur-Coise, Coise, Duerne, Grézieu-le-Marché, Larajasse, Meys, Pollionnay, Pomeys, Rontalon, Saint-André-la-Côte, Saint-Martin-en-Haut, Saint-Symphorien-sur-Coise, Sainte-Catherine, Sainte-Consorce, Thurins, Vaugneray, Yzeron. |
| 13 | Villefranche-sur-Saône   | Villefranche-sur-Saône   | 1                           | Villefranche-sur-Saône. |
|    |                          |                          | 226                         | |

## Découpage précédent

### De janvier à mars 2015
Situation transitoire entre la création de la métropole de Lyon et les élections départementales de mars 2015 :
- Arrondissement de Lyon : il n'existe plus de cantons au sein de la métropole de Lyon, cette collectivité n'élisant pas de conseillers généraux. Les cantons à cheval entre la métropole et le département sont maintenus.
- Arrondissement de Villefranche-sur-Saône (23 cantons) : canton d'Amplepuis - canton d'Anse - canton de l'Arbresle -  canton de Beaujeu - canton de Belleville - canton du Bois-d'Oingt - canton de Condrieu - canton de Décines-Charpieu - canton de Givors - canton de Gleizé - canton de Lamure-sur-Azergues - canton de Limonest - canton de Meyzieu - canton de Monsols - canton de Mornant - canton de Saint-Genis-Laval - canton de Saint-Laurent-de-Chamousset - canton de Saint-Symphorien-d'Ozon - canton de Saint-Symphorien-sur-Coise -  canton de Tarare - canton de Thizy - canton de Vaugneray - canton de Villefranche-sur-Saône

Les limites des deux arrondissements ont été redéfinies en fonction de celles des deux collectivités territoriales : celui de Lyon pour la métropole de Lyon et celui de Villefranche-sur-Saône pour le département du Rhône.

### Avant janvier 2015
Le département du Rhône comptait 54 cantons :
- Arrondissement de Lyon (43 cantons) : canton de l'Arbresle - canton de Bron - canton de Caluire-et-Cuire - canton de Condrieu - canton de Décines-Charpieu - canton d'Écully - canton de Givors - canton d'Irigny - canton de Limonest - canton de Lyon-I - canton de Lyon-II - canton de Lyon-III - canton de Lyon-IV - canton de Lyon-V - canton de Lyon-VI - canton de Lyon-VII - canton de Lyon-VIII - canton de Lyon-IX - canton de Lyon-X - canton de Lyon-XI - canton de Lyon-XII - canton de Lyon-XIII - canton de Lyon-XIV - canton de Meyzieu - canton de Mornant - canton de Neuville-sur-Saône - canton d'Oullins - canton de Rillieux-la-Pape - canton de Sainte-Foy-lès-Lyon - canton de Saint-Fons - canton de Saint-Genis-Laval - canton de Saint-Laurent-de-Chamousset - canton de Saint-Priest - canton de Saint-Symphorien-d'Ozon - canton de Saint-Symphorien-sur-Coise - canton de Tassin-la-Demi-Lune - canton de Vaugneray - canton de Vaulx-en-Velin - canton de Vénissieux-Nord - canton de Vénissieux-Sud - canton de Villeurbanne-Centre - canton de Villeurbanne-Nord - canton de Villeurbanne-Sud
- Arrondissement de Villefranche-sur-Saône (11 cantons) : canton d'Amplepuis - canton d'Anse - canton de Beaujeu - canton de Belleville - canton du Bois-d'Oingt - canton de Gleizé - canton de Lamure-sur-Azergues - canton de Monsols - canton de Tarare - canton de Thizy - canton de Villefranche-sur-Saône